# Percy Heath (sceneggiatore)
Percy Heath, conosciuto anche come E. Percy Heath o Eugene Percy Heath, (30 gennaio 1884 – Hollywood, 9 febbraio 1933), è stato uno sceneggiatore, commediografo e giornalista statunitense.

## Biografia
Heath nacque il 30 gennaio 1884. Cominciò la sua carriera come giornalista al Baltimore Herald.
Dopo aver scritto alcune commedie, nel 1919 passò alla sceneggiatura, andando a lavorare a Hollywood. Fece attivamente parte dell'Academy of Motion Picture Arts and Sciences, da cui fu eletto nel 1929 nel comitato esecutivo.
Il suo adattamento più famoso è quello che scrisse insieme a Samuel Hoffenstein per la versione del 1931 de Il dottor Jekyll di Rouben Mamoulian, lavoro che, l'anno dopo, valse ai due sceneggiatori la nomina all'Oscar (vinto quell'anno da Edwin J. Burke con il film Bad Girl. La sceneggiatura del film venne ripresa (non accreditata) per il remake del 1941, diretto da Victor Fleming.
Heath morì a Hollywood all'età di 49 anni, il 9 febbraio 1933.

## Filmografia
- Lasca, regia di Norman Dawn (1919)
- Burnt Wings, regia di Christy Cabanne (1920)
- The Chorus Girl's Romance, regia di William C. Dowlan - sceneggiatore (1920)
- The March Hare, regia di Maurice Campbell (1921)
- One Wild Week, regia di Maurice Campbell (1921)
- Her Face Value, regia di Thomas N. Heffron (1921)
- The Love Charm, regia di Thomas N. Heffron (1921)
- First Love, regia di Maurice Campbell (1921)
- Too Much Wife, regia di Thomas N. Heffron (1922)
- La gabbia dorata (Her Gilded Cage), regia di Sam Wood (1922)
- The Truthful Liar, regia di Thomas N. Heffron (1922)
- Una donna impossibile (The Impossible Mrs. Bellew), regia di Sam Wood (1922)
- The Huntress, regia di John Francis Dillon e Lynn Reynolds (1923)
- Girls Men Forget, regia di Maurice Campbell e Wilfred Lucas (1924)
- A Roaring Adventure, regia di Clifford Smith (1925)
- He Who Gets Smacked, regia di Lloyd Bacon (1925)
- Don't Tell Dad, regia di Gilbert Pratt (1925)
- Let's Go Gallagher, regia di Robert De Lacey e James Gruen (1925)
- Good Morning, Madam!, regia di Lloyd Bacon (1925)
- The Wyoming Wildcat, regia di Robert De Lacey - storia (1925)
- Hotsy-Totsy, regia di Edward F. Cline - scenario (1925)
- Forbidden Waters, regia di Alan Hale - storia (1926)
- The Dice Woman, regia di Edward Dillon - storia e sceneggiatura (1926)
- Smith's Baby, regia di Edward F. Cline (1926)
- The Sonora Kid, regia di Robert De Lacey (1927)
- Fashions for Women, regia di Dorothy Arzner (1927)
- Ritzy, regia di Richard Rosson (1927)
- Rolled Stockings, regia di Richard Rosson (1927)
- Tell It to Sweeney, regia di Gregory La Cava (1927)
- Two Flaming Youths, regia di John Waters (1927)
- Naufraghi dell'amore (Half a Bride), regia di Gregory La Cava (1928)
- Quello che donna vuole... (Red Hair) di Clarence G. Badger - adattamento (1928)
- Una donnina energica (Three Weekends), regia di Clarence G. Badger (1928)
- Close Harmony, regia di John Cromwell e A. Edward Sutherland (1929)
- The Man I Love, regia di William A. Wellman (1929)
- Un tocco di scarlatto (Slightly Scarlet), regia di Louis J. Gasnier e Edwin H. Knopf (1930)
- Safety in Numbers, regia di Victor Schertzinger (1930)
- The Border Legion, regia di Otto Brower e Edwin H. Knopf (1930)
- Amor audaz, regia di Louis J. Gasnier e A. Washington Pezet (1930)
- Nel regno della fantasia (Let's Go Native), regia di Leo McCarey (1930)
- L'Énigmatique Monsieur Parkes, regia di Louis J. Gasnier (1930)
- Piccolo caffè (Playboy of Paris), regia di Ludwig Berger (1930)
- Solo gli scemi lavorano (Only Saps Work), regia di Cyril Gardner e Edwin H. Knopf (1930)
- Lo stroncatore di gang (The Gang Buster), regia di A. Edward Sutherland (1931)
- I gioielli rubati (The Stolen Jools), regia di William C. McGann (1931)
- Dude Ranch, regia di Frank Tuttle (1931)
- Il dottor Jekyll (Dr. Jekyll and Mr. Hyde), regia di Rouben Mamoulian (1931)
- No One Man, regia di Lloyd Corrigan (1932)
- From Hell to Heaven, regia di Erle C. Kenton (1933)
- Il dottor Jekyll e Mr. Hyde (Dr. Jekyll and Mr. Hyde), regia di Victor Fleming (1941)